# Lobochilotes labiatus
Lobochilotes labiatus ist eine afrikanische Buntbarschart, die endemisch im ostafrikanischen Tanganjikasee, sowie im Lukuga, dem Abfluss des Tanganjikasees zum Kongo vorkommt. Das Art-Epitheton labiatus nimmt Bezug auf die verdickten Lippen der Art, die damit im Tanganjikasee eine analoge ökologische Nische wie Abactochromis labrosus aus dem Malawisee, Haplochromis chilotes aus dem Viktoriasee und Amphilophus labiatus aus dem Nicaragua- und Managuasee einnimmt.

## Merkmale
Lobochilotes labiatus kann eine Länge von 37 cm erreichen, womit er einer der größten Buntbarsche im Tanganjikasee ist, und ist relativ hochrückig und seitlich stark abgeflacht. Die Fische sind gelblich weiß, messinggelb, hell oliv, beige oder grünlichgrau und zeigen auf den Körperseiten zehn bis zwölf dunkelbraune bis tiefschwarze, senkrechte Streifen. Ein weiterer dunkler Streifen erstreckt sich vom Maulwinkel durch das Auge bis zum Nacken. Die Flossen sind mehr oder weniger transparent, die Rückenflosse orange mit einem schwarzen Rand. Weibchen bleiben etwas kleiner und sind weniger kräftig gefärbt. Die Afterflosse der Männchen zeigt einige orangefarbene, schwarz umrandete Eiflecke. Charakteristisch für die Art sind die besonders bei älteren Exemplaren dick aufgeworfenen Lippen, die sich an ihrer Spitze noch nach oben bzw. nach unten hakenförmig verlängern. Wahrscheinlich dienen diese Lippen als Tastorgane mit deren Hilfe Lobochilotes labiatus seine Beute im Sand oder im Aufwuchs aufspürt. Die Kiefer sind mit drei bis fünf Reihen abgeflachter Zähne besetzt, wobei die Zähne der äußeren Reihen zweispitzig, die der inneren Reihen dreispitzig sind.
- Flossenformel: Dorsale XVII–XIX/9–11; Anale III/6–8.
- Schuppenformel: mLR 33–35; SL 22–26/12–19.

## Lebensweise
Jungfisch von Lobochilotes labiatus leben im Flachwasser an Felsufern, ältere in Tiefen von 20 bis 40 Metern über steinigen Böden. Die Fische ernähren sich von Krebstieren, Insektenlarven, Muscheln, Schnecken, Kieselalgen und pflanzlichem Detritus. Lobochilotes labiatus ist ein maternaler Maulbrüter (d. h. das Weibchen nimmt die Eier ins Maul) und wird erst im hohen Alter geschlechtsreif. Die Brutpflege dauert drei bis vier Wochen.

## Systematik
Die Art wurden 1898 durch den  belgisch-britischen Zoologen George Albert Boulenger als Tilapia labiatus beschrieben und 1915 vom selben Autor in die Gattung Lobochilotes gestellt. Seitdem ist Lobochilotes labiatus die einzige Art der damit monotypischen Gattung geblieben.

## Gefährdung
In der Roten Liste der IUCN wird der Status der Art als ungefährdet (Least Concern) angegeben.

## Belege
1. ↑  Sven O. Kullander und Tyson R. Roberts: Out of Lake Tanganyika: endemic lake fishes inhabit rapids of the Lukuga River. In: Ichthyological Exploration of Freshwaters. Bd. 22, Nr. 4, Dezember 2011, ISSN 0936-9902.